# Ulysses Tholus
Der Ulysses Tholus ist ein vor Jahrmillionen erloschener Vulkan im westlichen Bereich der Tharsis-Aufwölbung auf dem Mars, westlich des Pavonis Mons und südöstlich des Olympus Mons. Er hat einen Durchmesser von ungefähr 100 Kilometer. In der Mitte des Vulkans befindet sich die Caldera Ulysses Patera.